# Glympis punitalis
Glympis punitalis är en fjärilsart som beskrevs av Smith 1907. Glympis punitalis ingår i släktet Glympis och familjen nattflyn. Inga underarter finns listade i Catalogue of Life.